# Jeff Krosnoff
 (mai 2016).
Jeff Krosnoff est un pilote automobile américain, né le 24 septembre 1964 à Tulsa (Oklahoma, États-Unis) et décédé le 14 juillet 1996 à Toronto (Canada) dans un accident survenu à l'occasion d'une manche du championnat CART.

## Biographie
C'est en 1983 que Krosnoff fait ses débuts en sport automobile. Après avoir écumé avec un certain succès diverses formules de promotion en Amérique du Nord (Formule Ford, Formule Mazda) tout en poursuivant de brillantes études, il s'exile au Japon à partir de 1989 pour y disputer le championnat local de Formule 3000. Parallèlement, il prend part à partir de 1990 au championnat du Japon de Sport-Prototype. Cette implication dans les épreuves de protos lui permet de disputer à plusieurs reprises les 24 heures du Mans (dont il termine l'édition 1994 en deuxième position, en équipage avec Mauro Martini et Eddie Irvine sur une Toyota).
En 1996, et après sept saisons passées au Japon, Krosnoff fait son retour aux États-Unis pour y disputer le championnat CART. Il est intégré à la modeste équipe PPI Arciero-Wells, qui fait débuter le nouveau moteur Toyota. Lors du Grand Prix de Toronto, il est victime d'un accrochage avec l'ancien pilote de Formule 1 Stefan Johansson au cours duquel sa voiture décolle avant de heurter un pylone. Krosnoff est tué sur le coup, ainsi que le commissaire de piste Gary Arvin. Krosnoff laisse dans le deuil sa femme et ses deux enfants.

## Résultats aux 24 heures du Mans
| Année | Voiture         | Équipe       | Équipiers                      | Résultat |
| ----- | --------------- | ------------ | ------------------------------ | -------- |
| 1991  | Jaguar XJR-12   | TWR Jaguar   | David Leslie / Mauro Martini   | Abandon  |
| 1994  | Toyota 94C-V    | SARD Company | Eddie Irvine / Mauro Martini   | 2e       |
| 1995  | Toyota Supra LM | SARD Company | Marco Apicella / Mauro Martini | 14e      |